# Numera stellas si potes
La locuzione latina Numera stellas, si potes, tradotta letteralmente, significa conta le stelle se puoi. (Genesi, XV, 5)
Sono le parole che Dio disse ad Abramo per annunziargli la moltitudine dei suoi figli e discendenti.  

La frase si cita parlando di riunioni molto numerose o anche di cose impossibili a numerarsi completamente.